# Isotoma (plant)
Isotoma is een geslacht uit de klokjesfamilie (Campanulaceae). De soorten komen voor in Australazië.

## Soorten
- Isotoma armstrongii E.Wimm.
- Isotoma baueri C.Presl
- Isotoma fluviatilis (R.Br.) F.Muell. ex Benth.
- Isotoma gulliveri F.Muell.
- Isotoma hypocrateriformis (R.Br.) Druce
- Isotoma luticola Carolin
- Isotoma pusilla Benth.
- Isotoma rivalis (E.Wimm.) Lammers
- Isotoma scapigera (R.Br.) G.Don
- Isotoma tridens (E.Wimm.) Lammers

... · 
Adenophora · 
Brighamia · 
Cyanea · 
Campanula (Klokje) · 
Campanulastrum · 
Delissea · 
Jasione · 
Legousia (Spiegelklokje) ·  
Lobelia (Lobelia) · 
Ostrowskia · 
Phyteuma (Rapunzel) · 
Trachelium · 
Wahlenbergia · 
...